# Phare du cap Spencer (États-Unis)
Pour les articles homonymes, voir Phare du cap Spencer.
Le phare du cap Spencer est un phare situé à l'entrée du passage Cross, et du détroit Icy en Alaska. Il a été construit sur un îlot à l'extrémité sud du parc national de Glacier Bay.

## Histoire
La nécessité d'avoir une balise pour la navigation autour du cap Spencer avait été ressentie depuis 1906, toutefois, ce n'est qu'en 1912 qui cet îlot rocheux avait reçu sa première lampe à acétylène. Des fonds ont été rassemblés pour construire un phare, et les travaux commencèrent en novembre 1924. Un bâtiment en béton a donc été érigé pour héberger les équipements et les gardiens.
Quatre hommes qui se relayaient étaient préposés à la surveillance et à l'entretien du phare et de la radio. Leur ravitaillement venait de Ketchikan. L'endroit ne permettait pas l'accostage à cause des rochers et des falaises qui l'entouraient. Les hommes qui y travaillaient ne pouvaient qu'être hélitreuillés, ou déplacés par une grue depuis un bateau jusqu'aux rochers. Il en allait de même pour les caisses de ravitaillement.
C'est en 1974 que la lentille de Fresnel qui l'équipait a été supprimée au bénéfice d'un système automatique. L'installation actuelle est toujours opérationnelle pour l'aide à la navigation.
Le phare est inscrit au Registre national des lieux historiques depuis 1975.

### Sources
- (en) USCG

- (en) Cet article est partiellement ou en totalité issu de l’article de Wikipédia en anglais intitulé « Cape Spencer Light (Alaska) » (voir la liste des auteurs).